# 処女演説
処女演説（しょじょえんぜつ、英語: maiden speech）とは、立法府や議会において初当選や初選任された議員が行う演説のこと。処女演説の慣習はイギリス庶民院を起源とするが、現代では慣習が国によって異なる。

## 処女演説の内容
ウェストミンスター・システムを採用する国では、処女演説の内容に関して論争を呼ぶトピックを避けるべきとの慣習があり、党派色の濃い、社会問題に関する演説よりも、自らの信念やそれまでの経歴のあらましを陳述することが多い。
ただし、この慣習が破られる場合も多々ある。たとえば、5度目の選挙で初当選を果たしたベンジャミン・ディズレーリ（のちの保守党党首、首相、初代ビーコンズフィールド伯爵）は、処女演説でヤジと嘲笑の洗礼を受けた。ほかにも、1996年のオーストラリアの代議院におけるポーリン・ハンソンや、1947年のアメリカ合衆国下院におけるリチャード・ニクソンの場合でも、慣習が破られた。また、1960年のマーガレット・サッチャーによる処女演説は、Public Bodies (Admission to Meetings) Act 1960（英語版）の提出（のち成立）という華々しい成果を挙げている。

## 処女演説の慣習
オランダのように処女演説を妨害したり、後続の演説者が攻撃対象とすべきではないという慣習が確立している国もある。イギリス庶民院では、処女演説を行う議員が自ら当選した選挙区の前職の議員に対する賛辞を贈るという慣習もある。イギリス庶民院では処女演説を就任宣誓以降に行うものとし、これを破ると議席を失うと規定している。イギリス貴族院では、処女演説をするまで口頭質問が許可されない（書面での質問はできる）。カナダ庶民院では、処女演説をしようとしている議員と同時に立ち上がって発言しようとする議員がいる場合、議長は慣習として処女演説をしようとしている議員の発言を優先させる。
アメリカ合衆国上院では就任直後の議員がしばらく（年代によっては数か月から年単位）弁論に参加しないことが慣習だった時代があり、元ウィスコンシン州知事のロバート・M・ラフォレット・シニアが議員就任からわずか3か月後に処女演説をしたとき、議員の多くがすかさずに議場から退出した。ラフォレットの妻はこの出来事を「礼儀正しい形のいじめ」（a polite form of hazing）と評した。1907年には元アーカンソー州知事のジェフ・デイヴィスが議員就任から9日後に処女演説をしており、現代では有権者から支持されない慣習として廃れている。
処女演説の長さはイギリス貴族院では10分内に終わることが想定され、ニュージーランド代議院では15分間までとしている。